# يولدوز راجابوفا
يولدوز راجابوفا (من مواليد 23 ديسمبر 1989) هي ممثلة سينمائية ومسرحية أوزبكية  وتركية. اكتسب شهرة بعد دوره في فيلم "الخائن" . حصل على وسام الشهرة من جمهورية أوزبكستان.

## حياة
ولدت راجابوفا في 23 ديسمبر 1989 في نواوي، أوزبكستان. والدتها ربة منزل، ووالدها صحفي، ولها أخ واحد. عندما كانت راجابوفا طفلة، كانت مهتمة بالفن وشاركت في نادي الرقص في قصر فرهاد للثقافة في نواوي. بعد تخرجها من المدرسة الثانوية، بدأت بدراسة اللغات الأجنبية بهدف أن تصبح مترجمة. لكنها لم تعمل في هذا المجال.

## صور

يولدوز راجابوفا بدور ألتشيم خاتون في مسلسل المؤسس عثمان